# LOVE IDOL PROJECT
LOVE IDOL PROJECT（ラブ・アイドル・プロジェクト）は、日本の女性アイドルグループ・転校少女*によるカバー・アルバムである。自身通算3作目のアルバムとして、2021年11月30日にMUSIC@NOTEレーベルより発売された。

## 背景とリリース
前作『COSMOS』（2019年11月13日発売）から2年ぶりとなるアルバムCD。『COSMOS』はメジャーレーベルである日本クラウンからのリリースだったが、本作は自身も数多く出演してきたアイドルイベント『@JAM』シリーズとタワーレコードによるアイドル専門レーベル『MUSIC@NOTE』からのリリースとなった。
本作に収録された5曲は、2010年代のいわゆる“アイドル戦国時代”に人気を博したアイドルグループの楽曲となっており、そのうちシングル及びEP表題曲でないものが2曲含まれている。アレンジには村山☆潤と吹野クワガタが参加しており、原曲と少し違ったアレンジで制作されているのが特徴。
アルバムは初回生産限定盤（MUTE-0058）と通常盤（MUTE-0059）の2形態がリリースされたが、いずれも関連映像をまとめたDVDやBlu-ray Discは同梱されていない。メンバーの水着姿が見られるジャケット写真と初回限定盤に封入されている写真集は沖縄で撮影されたもので、藤代冥砂がカメラマンを担当した。

## 佐藤かれんの脱退とグループの解散
シングル「春めく坂道」（2021年3月31日）発売後の2021年4月16日に小倉月奏が脱退。更に先述した日本クラウンとの契約解消や緊急事態宣言及びまん延防止等重点措置に伴うコンサートの日程変更もあった中、転校少女*は5人体制で本アルバムの制作に取り掛かったが、発売1ヵ月前の10月28日、前年（2020年）11月に加入した佐藤かれんが重大な契約違反により脱退したことが公式サイトで発表。その為先述のジャケット撮影や発売決定後のプロモーション及びインストアイベント活動に佐藤は参加しなかった。
こうして松井さやか・塩川莉世・成島有咲・佐々木美紅の4人体制になった転校少女*だったが、結成7周年を迎えた同年11月2日、翌2022年1月をもって全活動を終了することが正式に発表され、同年1月16日にZepp Hanedaで行われた『転校少女* THE LAST LIVE～With You～』をもって解散。結果的に本作が転校少女*最後のCD作品となった。

## 収録曲
| #         | タイトル                                          | 作詞                 | 作曲                 | 編曲                  | 配信開始日 （2021年） | 時間  |
| --------- | ------------------------------------------------- | -------------------- | -------------------- | --------------------- | --------------------- | ----- |
| 1.        | 「Danceでバコーン!」(℃-ute)                       | つんく               | つんく               | 村山☆潤・吹野クワガタ | 8月19日               | 3:53  |
| 2.        | 「マテリアルGirl」(PASSPO☆)                       | ペンネとアラビアータ | ペンネとアラビアータ | 村山☆潤・吹野クワガタ | 8月19日               | 3:35  |
| 3.        | 「無限大少女∀」(Cheeky Parade)                    | RESiA209             | 上村伸太郎           | 村山☆潤・吹野クワガタ | 8月26日               | 4:56  |
| 4.        | 「デモサヨナラ」(Dorothy Little Happy)            | 坂本サトル           | 坂本サトル           | 村山☆潤・吹野クワガタ | 8月26日               | 4:44  |
| 5.        | 「シンデレラじゃいられない」(ベイビーレイズJAPAN) | 遠藤美秋・zopp       | 堀江晶太             | 村山☆潤・吹野クワガタ | 8月26日               | 4:02  |
| 合計時間: | 合計時間:                                         | 合計時間:            | 合計時間:            | 合計時間:             | 合計時間:             | 21:10 |